# Pokání (román)
Pokání (angl. Atonement) je román, který napsal britský spisovatel Ian McEwan jako osmý v pořadí. Vydán byl v roce 2001 nakladatelstvím Jonathan Cape, česky roku 2003 nakladatelstvím ODEON v překladu Marie Válkové. Kniha je dělena do čtyř částí.
Román v roce 2007 pod stejným názvem zfilmoval Joe Wright s Keirou Knightley a Jamesem McAvoyem v hlavních rolích.

## Děj románu

### Část první
První část knihy se odehrává za jednoho velmi parného dne na venkově v Surrey v roce 1935. Seznamujeme se s třináctiletou Briony Tallisovou, která netouží po ničem jiném než se stát spisovatelkou. Ten den má přijet její bratr Leon s přítelem Paulem Marshallem a také její bratranci Pierrot a Jackson a její sestřenice Lola, jejichž rodiče se rozvádí. Bratra chce uvítat hrou, kterou napsala speciálně pro něj a která se jmenuje Útrapy Arabelliny. Hru má nazkoušet právě se svými bratranci a se sestřenicí. Tato část nás seznámí i s ostatními členy rodiny Tallisových. V domě se nachází rovněž Brionina dospělá sestra Cecilia, která po ukončení svých studií přijela na prázdniny, a také matka Emily. Otec Jack pracuje ve městě. K této rodině patří též služebnictvo. Starý Hardmann, jeho syn Danny, Betty a Grace Turnerová. Její syn Robbie také právě dokončil studia literatury a to díky finanční podpoře Jacka Tallise. Chystá se na medicínu. Bratranci a sestřenice se však ukáží jako zcela nevhodní adepti na role pro Brioninu hru. Bratranci nemají ten správný talent, zato Lola má talentu dost. Je jí 15 a snaží se, aby se vše točilo kolem ní. To zdědila po své matce Hermione, sestře Emily, která je dodnes dětstvím s Hermione poznamenaná. Emily trpí často migrénami. Kapitoly této knihy jsou vyprávěny ve třetí osobě a události jsou zde popisovány z různých pohledů. Robbie si uvědomí, že Cecilii vlastně miluje. Napíše jí dva dopisy. V jednom z nich se jí vyzná až příliš vášnivě. Z nepozornosti dá však do obálky právě tento dopis. Pošle ho po Briony. Ta si ho však přečte a ve své nedospělé hlavičce udělá z Robbieho maniaka a násilníka. Má pocit, že svou sestru musí chránit. To však nemusí, protože po přečtení dopisu si Cecilia uvědomí, že s ní zmítají stejné vášně. Lola se Briony přizná, že ji dvojčata zbila a dokonce jí ukáže modřiny. U pozdní večeře se celá rodina sejde, avšak kluci naplánují útěk, což společnost zjistí až po chvíli. Vydají se je hledat. Tento útěk však zastíní úplně jiná událost. Lola je napadena. Neví, kdo je ten útočník, ale Briony vidí jeho siluetu a má pocit, že je vše jasné, že nikdo jiný než Robbie to být nemůže. Lola je pro ni Cecilia. Stane se pak korunním svědkem a Robbie je za tento čin v listopadu 1935 odsouzen.

### Část druhá
Druhá část nás zavádí do vřavy druhé světové války. Ocitáme se ve Francii u Dunkerque. V této části je hlavním hrdinou Robbie. Vyměnil dřívější propuštění z vězení za vstup k pěchotě. Prostřednictvím jeho vzpomínek se dozvím, že s Cecilií mají pořád rádi. Ta přerušila veškeré kontakty se svou rodinou a stala se ošetřovatelkou. Naposled se viděli v roce 1939 po třech a půl letech. Briony se nezapsala na vysokou, neotiskli jí ani článek, zato se stala po vzoru své sestry ošetřovatelkou.

### Část třetí
Hlavní hrdinkou je zde opět Briony. Pracuje jako zdravotní sestra v londýnské nemocnici a naplno se seznamuje s hrůzami války. Ani ona se svými rodiči příliš nekomunikuje. Trápí ji svědomí a touží po odpuštění. V této části dochází k odhalení šokující skutečnosti a sice, že si Lola vzala Paula Marshalla. Tak zjistíme, jak to toho parného dne všechno bylo. Briony rovněž konečně navštíví svou sestru Cecilii. Dojde rovněž ke konfrontaci s Robbiem. Vyvede je z osudového omylu a řekne jim, kdo byl pravým pachatelem. Domluví se spolu, jak se bude Briony snažit svou chybu odčinit.

### Londýn 1999
Jediná část knihy, která je vyprávěna v ich-formě a vypravěčkou je Briony. Teď je jí však 77 let. Právě se dozvěděla, že je vážně nemocná. Jednoho dne si nebude vzpomínat vůbec na nic. Šokující skutečností, která je tady odhalena je, že autorkou předešlých tří částí je právě Briony, ze které se nakonec stala spisovatelka a která touto cestou činí jakési pokání. Lola a Paul Marshall jsou však stále naživu a tak k vydání knihy nemůže dojít. Dále je odhalen fakt, že fikce je mocnější než skutečnost a změnit se v ní dá ledacos na rozdíl od života. Robbie a Cecilia totiž zemřeli již během války a Briony je ve skutečnosti od odsouzení neviděla. Kniha končí představením Útrapy Arabelliny, v jejím rodném domě, který byl přestavěn na hotel.